# Station Porta Westfalica
Station Porta Westfalica (Bahnhof Porta Westfalica, tot 1984 Bahnhof Porta) is een spoorwegstation in de Duitse plaats Porta Westfalica, in de deelstaat Noordrijn-Westfalen.
Het station ligt aan de spoorlijn Hannover - Hamm en is via station Löhne (Westf) met de spoorlijn Löhne - Rheine verbonden.

## Geschiedenis
De spoorlijn Hamm - Minden werd op 15 oktober 1847 door de Köln-Mindener Eisenbahn-Gesellschaft als laatste deel van de hoofdspoorlijn Deutz-Düsseldorf-Duisburg-Dortmund-Hamm geopend. Vanaf 1856 werd de spoorlijn ook gebruikt door de Hannoversche Westbahn (Löhne-Rheine) richting Osnabrück.
De gekozen locatie zorgt voor veel moeilijkheden door de plek naast de rivier de Wezer. De Wezer loopt hier aan de voet van de Jakobsberges en vervolgens met een scherpe bocht naar het noordoosten bij het huidige station, het stationsplein en de Bundesstraße 482. De loop van het rivier werd voor de toenmalige tweesporige lijn naar het westen verlegd richting Barkhausen en de oude loop werd afgedamd. Het eerste stationsgebouw uit 1847 had zijn plek tegenover de ingang van de oude zandsteentunnels. Daarvoor moest ook de Jakobsberg, op besluit van de spoorwegen, rond de hoogte en breedte van ongeveer 100 meter afgegraven worden. Het afgegraven materiaal werd gebruikt voor het afvlakken van het stationsterrein en de spoordam.
Het station werd in de Normandische stijl gebouwd, bestond uit drie etages, een veelhoekige toren en leek meer op een zomerslot dan om een station. De spoorwegen noemde het nieuwe station Porta en niet Hausberge, omdat de gemeente Hausberge weigerde subsidie te verlenen voor de bouw van het stationsgebouw.
Bij de uitbreiding van de spoorlijn naar vier sporen in 1911 werd het huidige stationsgebouw in 1913-1916 ten zuiden van het oude stationsgebouw gebouwd. Daarvoor was het noodzakelijk, dat loop de rivier weer verder naar het westen moet. Op de rechteroever van de Wezer werd een keermuur gebouwd, die tegenwoordig er nog staat. Het nieuwe gebouw werd op de voormalige bedding van de Wezer gepland, waardoor een bijzondere fundering nodig is. De fundering werd tot de stenen ondergrond dieper in de grond gebouwd. Het oude stationsgebouw bleef tot 1953 bestaan, toen werd het afgebroken om ruimte te maken voor de nieuwe Wezerbrug. Het nieuwe stationsgebouw werd wit gepleisterd. De sporen liggen lager dan de stationshal, door de hoogteverschil tussen de Wezer en de berg.
Het station werd uitzonderlijk groot gebouwd, men verwachtte veel toeristisch verkeer door zijn schilderachtige ligging tussen de Wiehen- en Wezergebergte. Daarbij werd de aan de andere oever liggende Kaiser-Wilhelm-Denkmal verbonden met een brug. Er bestond een busverbinding naar de halte Porta aan de linkeroever van de Wezer, tussen 1954 en 1965 biedende de trolleybus van Minden deze halte. Tot 1959 kwam ook de tram van Minden bij het station.
Op 20 januari 1944 vond er een zwaar treinongeval plaats bij Porta. Kort na de doorkomst van de sneltrein D3 (Keulen-Berlijn) kwam de trein door een noodstop tot stilstand. De volgende trein DmW [12] 103 (Aken-Berlijn) had van de treindienstleiding al toestemming gehad om het station binnen te rijden, wat leidde tot een botsing van de twee treinen. Bij het ongeval kwamen 79 mensen om het leven en er waren 64 gewonden.
In 1984 kreeg het station een andere naam, namelijk Porta Westfalica. De reden is dat in 1973 de omliggende gemeentes gefuseerd werden tot de nieuwe gemeente Porta Westfalica.
Door de bouw van een nieuwe wegverbinding langs de Wezer, onder anderen de Weserauentunnels, veranderde veel in de verkeersaanbieding van het station in de jaren '90. Door een nieuwe brug over de Wezer, die het spoor ten zuiden van het station overbrugt. Daardoor rijden de bussen naar Barkhausen het station voorbij, waardoor het station deze verbinding verloren is.
In 1993 werd het station in verschillende dienstregelingspunten opgedeeld. Het station werd het dienstregelingspunt Porta Westfalica Hp, waardoor het afgewaardeerd werd naar Haltepunkt. Tevens werd een aansluiting aangelegd, genaamd Porta Westfalica Abzweigstelle (Abzw). Het station had ook een emplacement voor goederentreinen aan de goederenspoorlijn; dit emplacement is buiten dienst gesteld en gesloopt.

## Gebruik van het stationsgebouw
Nadat de Deutsche Bahn het gebouw in de jaren '90 in de verkoop zette, kocht in 1996 Gerd Langwald het leegstaande gebouw. Hij verbouwde het tot een discotheek en nam deze ook in eigen beheer. In 2007 werd de discotheek verpacht aan een ondernemer uit Bad Oeynhausen, die de Disco PW oprichtte. Het contract liep in 2012 af, waardoor het pand weer leeg staat.

## Indeling
Het viersporige traject is verdeeld in een reizigers- en goederenspoorlijn, beide hebben twee sporen. De perrons was tot het verkoop van het stationsgebouw via een doorgang door het gebouw en een trappenhuis bereikbaar. De trappen evenals de brug en de perrons waren overkapt in dezelfde stijl. Na de verkoop van het stationsgebouw werd deze toegang afgebroken. Gelijktijdig werden beide langsperrons vervangen door één eilandperron, in het midden van de twee reizigerssporen (oostelijke twee sporen). Een smalle buitentrap, die een ingang buiten het stationsgebouw biedt, werd nieuw aangelegd. Tussen november 2007 en eind 2009 werd de toegangsbrug vervangen door een nieuwe met liften, tevens werd het perron gemoderniseerd.

## Verbindingen
De volgende treinseries doen station Porta Westfalica aan:
| Serie      | Treinsoort                          | Route | Bijzonderheden                                                                |
| ---------- | ----------------------------------- | --- | ----------------------------------------------------------------------------- |
| RE 6 (RRX) | Regional-Express (National Express) | Köln/Bonn Luchthaven – Köln Hbf – Neuss Hbf – Düsseldorf Hbf – Duisburg Hbf – Essen Hbf – Bochum Hbf – Dortmund Hbf – Hamm Hbf – Gütersloh Hbf – Bielefeld Hbf – Porta Westfalica – Minden (Westf) | Rhein-Weser-Express                                                           |
| RE 60      | Regional-Express (Westfalenbahn)    | Rheine – Osnabrück Hbf – Bünde (Westf) – Löhne (Westf) – Bad Oeynhausen – Porta Westfalica – Minden (Westf) – Hannover Hbf – Lehrte – Braunschweig Hbf                                             | Ems-Leine-Express 1x per twee uur                                             |
| RE 70      | Regional-Express (Westfalenbahn)    | Bielefeld Hbf – Herford – Löhne (Westf) – Bad Oeynhausen – Porta Westfalica – Minden (Westf) – Hannover Hbf – Lehrte – Braunschweig Hbf                                                            | Weser-Leine-Express 1x per twee uur                                           |
| RE 78      | Regional-Express (eurobahn)         | Bielefeld Hbf – Herford – Löhne (Westf) – Bad Oeynhausen – Porta Westfalica – Minden (Westf) – Nienburg (Weser)                                                                                    | Porta-Express 1x per twee uur, in het weekend enkele treinen Bielefeld-Minden |

### Overige verbindingen
Het station ligt direct aan de B 482. Het stadsdeel Barkhausen is via de Wezerbrug bereikbaar, Hausberge ligt op loopafstand. Via de B 482 rijden bussen naar Hausberge, Holzhausen, Kleinenbremen en Minden. Door de ongunstige ligging van het station ligt de halte voor de richting Minden en Kleinenbremen op een grote afstand lopen en een verkeersonveilige oversteek.
Bij het station ligt een groot parkeerterrein, die ook door de discotheek werd gebruikt. Tevens zijn er fietsenstallingen aanwezig.